# Nicki Minaj
Pour les articles homonymes, voir Minaj (homonymie) et Maraj.
Onika Tanya Maraj,  dite Nicki Minaj (ˈnɪki mɪˈnɑːʒ) est une rappeuse, chanteuse, parolière, compositrice, mannequin et actrice trinidadienne, née le 8 décembre 1982 à Port-d'Espagne (Trinité-et-Tobago).
De 2007 à 2009 elle sort une série de trois mixtapes : Playtime Is Over, Sucka Free et Beam Me Up Scotty, qui s'est écoulée à 1 million d’exemplaires, une prouesse pour une artiste indépendante. Elle signe avec le label discographique Young Money en 2009.
En novembre 2010, Nicki Minaj dévoile son premier album intitulé Pink Friday le même jour que l'album My Beautiful Dark Twisted Fantasy de Kanye West. L'album est un véritable succès, il s’écoule à 375 000 exemplaires lors de sa première semaine d'exploitation aux États-Unis, qui en fait le deuxième meilleur démarrage de ventes pour une rappeuse de tous les temps derrière Lauryn Hill, il atteint la première place du classement américain Billboard 200, et est certifié disque de platine par la Recording Industry Association of America (RIAA) un mois après sa sortie. Elle devient aussi la première artiste féminine à placer sept singles en même temps dans le classement américain Billboard Hot 100.
Son deuxième album, Pink Friday: Roman Reloaded, sorti en 2012, atteint également la première place du classements et son single, Starships, atteint la cinquième place du Billboard Hot 100. Le troisième album de Nicki Minaj, The Pinkprint (2014), est précédé par la sortie de son second single, Anaconda, qui atteint la deuxième place du Hot 100, et devient son single le mieux classé en date aux États-Unis. Le quatrième album de la rappeuse intitulé Queen sort en 2018, et le single principal Chun-Li atteint la 10e devient son 16e top 10 aux États-Unis. Nicki Minaj fait également ses débuts d'actrice dans L'Âge de glace 4 en 2012, et physiquement dans le film Triple Alliance en 2014 puis dans Barbershop: The Next Cut en 2016. En 2013, elle est l'une des juges durant la douzième saison d'American Idol. En 2021, elle devient la première rappeuse à atteindre le milliard de vues sur la plateforme YouTube sur une vidéo en artiste HipHop féminin solo (Anaconda). Dans la même année elle obtient le Guinness des records pour le premier duo de rap féminin à atteindre le no 1 du Billboard Hot 100 américain avec Doja Cat pour le remix de Say So. En août 2022, elle devient la première rappeuse à détenir instantanément plusieurs numéro 1 dès la première semaine d’exploitation d’un nouveau single sur le tableau Billboard Hot 100.
C'est en août 2022 également que Nicki Minaj obtient son tout premier no 1 en solo avec son hit Super Freaky Girl sur le palmarès du Billboard Hot 100 depuis le début sa carrière. Elle devient donc la seconde rappeuse à débuter à la première place du Billboard Hot 100 avec un titre solo depuis Lauryn Hill. Nicki Minaj rejoint donc Beyoncé et Ariana Grande en débutant à la première place du Billboard Hot 100 sans clip vidéo.
En 2016, Time la désigne comme l'une des 100 personnes les plus influentes au monde. En avril 2017, Nicki Minaj devient l'artiste féminine la plus classée dans l'histoire du Billboard Hot 100 surpassant le record précédent d'Aretha Franklin (73). À ce jour, elle détient 123 titres classés dans le Hot 100, ce qui fait d'elle la quatrième artiste possédant le plus d'entrées dans le classement. Elle comptabilise également quatre American Music Awards, huit BET Awards, deux MTV Music Awards, deux MTV Europe Music Awards, cinq Billboard Music Awards, plusieurs ASCAP et BMI Awards, prix récompensant les talents d’écriture, elle obtient d'ailleurs le prix de « Songwriter of the year » en 2013 et le prix de « star montante » décerné par le magazine Billboard en 2011. En 2020, la fortune de Nicki Minaj s'élève à 120 millions de dollars.
Nicki Minaj s'est hissée au rang de « Queen of rap » (« Reine du rap ») en moins de huit années de carrière active. Elle a vendu plus de 150 millions de disques à travers le monde. Elle est la rappeuse homme et femme confondus la plus suivie au monde sur les réseaux sociaux avec 228 millions d’abonnés sur Instagram en décembre 2023. Son cinquième album, Pink Friday 2, est sorti le 8 décembre 2023.
Le 7 avril 2025,  elle est classée N°1 au classement des meilleures rappeuses de tous les temps par le staff de Billboard devant Missy Elliot, Queen Latifah ou encore Lauryn Hill (cette dernière étant une grande inspiration pour Nicki) ce qui fait d'elle la meilleure rappeuse au monde ! Elle mérite donc officiellement son titre de « Reine du Rap ».

## Biographie

### Enfance

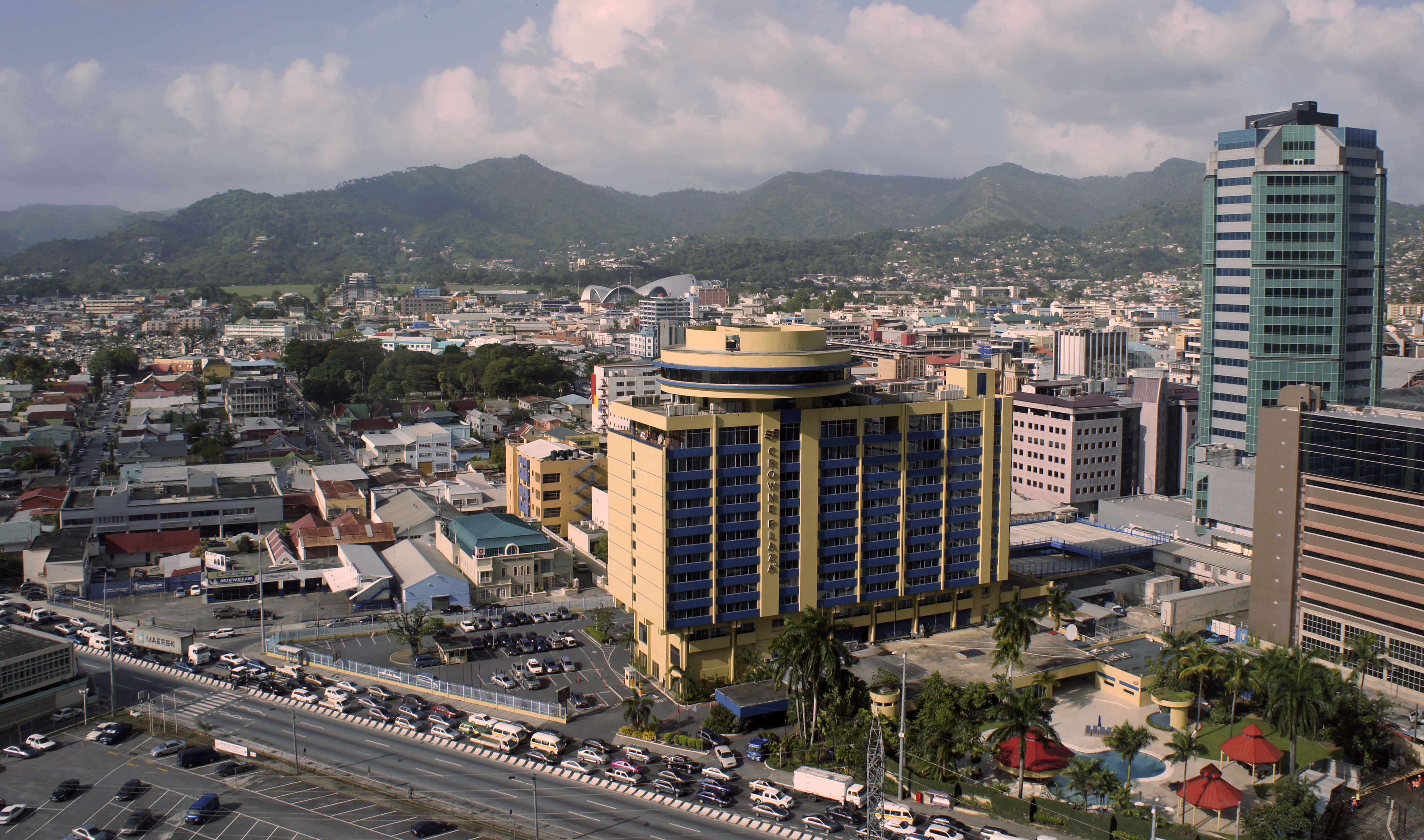
Nicki Minaj est née à Port-d'Espagne, Trinité-et-Tobago.

Onika Tanya Maraj, plus connue sous le nom de Nicki Minaj, naît le 8 décembre 1982 dans le quartier Saint James (en) de Port-d'Espagne, la capitale de Trinité-et-Tobago,. À cette période, ses parents, Carol et Robert Maraj, travaillent respectivement dans la comptabilité et chez American Express. Sa mère est d'ascendance afro-trinidadienne et son père est d'origine indienne et afro-trinidadienne,,. Nicki Minaj a deux frères : Micaiah Maraj et Jelani Maraj, un demi-frère, Brandon Lamar et une jeune demi-sœur du côté de son père, Ming Maraj. La chanteuse mentionne souvent ses frères dans ses chansons, comme dans I'm the Best issue de son premier album en studio Pink Friday (2010).
À Saint James, Minaj vit avec sa grand-mère. Sa mère lui rend visite occasionnellement. À l'âge de cinq ans, sa mère la récupère, et Minaj emménage dans l'arrondissement du Queens, à New York, aux États-Unis. Selon Nicki Minaj, son père buvait beaucoup, prenait de la drogue et a une fois essayé de tuer sa mère en mettant le feu à la maison.
Minaj s'inscrit à la Elizabeth Blackwell Middle School 210 où elle apprend à jouer de la clarinette. Elle est par la suite diplômée avec honneur de LaGuardia High School,. Nicki Minaj perd sa voix quelques jours avant l'audition d'entrée du programme de chant, elle passe alors une audition pour entrer au sein du programme d'art dramatique, grâce à laquelle elle est sélectionnée.
Minaj souhaite devenir actrice mais, face au manque de propositions, elle abandonne cette voie. En 2001, elle est présente dans la pièce In Case You Forget, un Off-Broadway. Elle travaille comme serveuse au Red Lobster, une chaîne de restaurants américaine, dans le Bronx. À l'âge de 19 ans, Minaj est licenciée du restaurant à cause de son impolitesse envers la clientèle. Elle avoue dans une interview avoir été licenciée plusieurs fois pour ce même motif. Minaj a également travaillé comme assistante administrative, dans un service client ou comme office manager à Wall Street,. Elle décide soudainement de se consacrer au rap et arrête de travailler.
Nicki Minaj est découverte sur Myspace en 2002 par Fendi, avec lequel elle signe pour son label Dirty Money. Après avoir collaboré avec la fédération américaine de catch World Wrestling Entertainment en interprétant Lady to Mess With pour la fédération (qui deviendra le thème d'entrée de la lutteuse Victoria jusqu'à son départ de la compagnie), et après être apparue sur les séries de DVD The Carter Edition of Young Money The Come Up, Nicki Minaj est contactée par Lil Wayne. Les deux artistes collaborent ensuite sur de nombreux titres de mixtapes.

### Débuts (2004-2009)

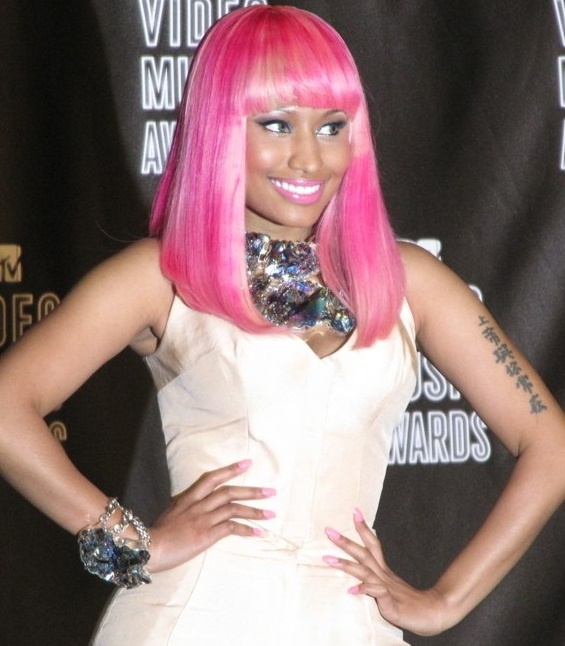
Nicki Minaj aux MTV Video Music Awards 2010 à Los Angeles.

Nicki Minaj commence sa carrière dans Hot 97 avec DJ Kay Slay puis signe avec Dirty Money Records. En avril 2007, elle sort sa première mixtape, Playtime Is Over, où elle pose comme une poupée Barbie sur la pochette[source secondaire souhaitée]. Lil Wayne apparaît sur le titre Can't Stop, Won't Stop. En 2008, Nicki Minaj sort sa mixtape, Sucka Free. Elle apparaît sur le numéro de juillet du XXL magazine, donnant une vue d'ensemble de sa vie jusqu'alors méconnue. Plus tard dans l'année, Nicki Minaj gagne le prix de l'artiste féminine de l'année aux Underground Music Awards. Elle sort ensuite une nouvelle mixtape, intitulée Beam Me Up Scotty, en 2009. S'ensuit l'opération Boycott Nicki Minaj qui se termine fin 2009,.
Beam me up Scotty est la mixtape la plus connue de Nicki Minaj, elle s'est écoulée à plus d'1 million d’exemplaires aux États-Unis[source secondaire souhaitée]. En 2009 elle réalisa aussi le clip vidéo de Itty Bitty Piggy avec HoodAffairs. Dans l'interview du « The Come Up DVD » elle explique qu'elle ne s'attendait pas à avoir autant de succès et que ça ne faisait que de commencer… Ainsi Nicki Minaj commence à utiliser son alter ego « Harajuku Barbie ». En janvier 2010, elle collabore au titre Up Out My Face de Mariah Carey.
En août 2009, elle signe avec le label Young Money Entertainment, distribué par Universal Motown. Elle sort le single Massive Attack en collaboration avec Sean Garrett. Elle a également collaboré sur l'album 2009 de Jeffree Star, Beauty Killer sur le titre Lollipop Luxury. En 2010, elle est présente sur le deuxième single My Chick Bad de l'album Battle of the Sexes de Ludacris sorti la même année. Elle participe également à la chanson Woohoo issue de l'album Bionic de Christina Aguilera. Elle remporte trois trophées lors des BET Awards en octobre 2010 dans les catégories « Rookie of the Year », « People’s Champ » et « the Made You Look award » pour son style fashion. Elle se rend également aux MTV Video Music Awards 2010, durant lesquels elle ouvre la cérémonie en y interprétant Your Love et Check it Out, avec Will.I.Am. Nicki Minaj était proposée dans la catégorie « Révélation de l'Année », mais c'est Justin Bieber qui a remporté le trophée.

### Pink Friday(2010-2011)

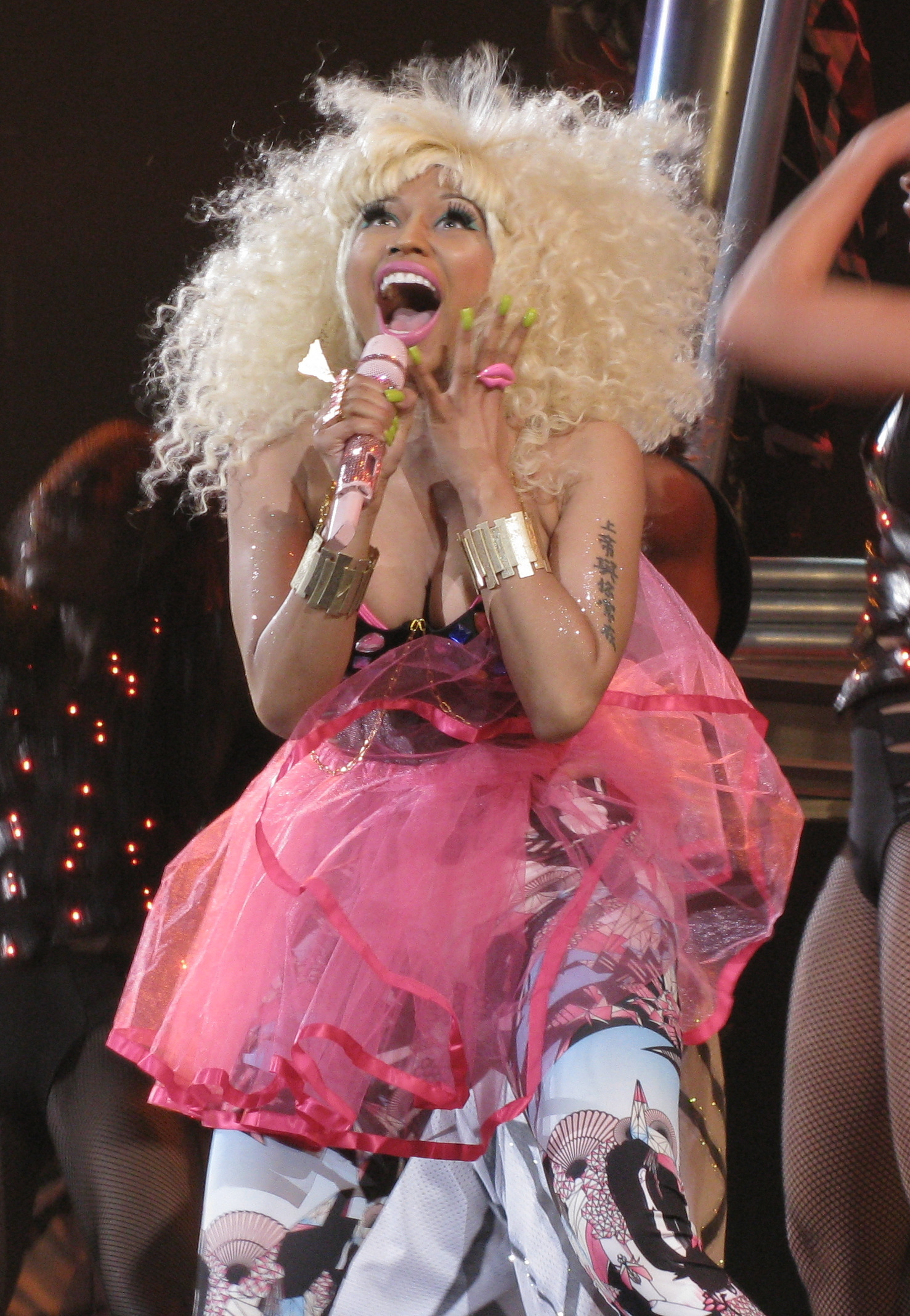
Nicki Minaj en 2011 pendant le Femme Fatale Tour.

Son premier album Pink Friday est commercialisé le 22 novembre 2010. Les singles incluent Your Love, Check It Out, Right Thru Me, Moment 4 Life, Fly et Super Bass (VMA du meilleur clip hip-hop). Il se vend, lors de sa première semaine de sortie, à plus de 375 000 exemplaires aux États-Unis. Cet album contient 13 chansons dont des collaborations avec Kanye West, Rihanna, Eminem, Drake et Natasha Bedingfield. La semaine de sa sortie, l'album Pink Friday atteint la deuxième place des ventes (Billboard 200) aux États-Unis. L'album est sacré disque d'or aux États-Unis seulement trois semaines après sa sortie et après un mois, plus de 650 000 exemplaires de l'album étaient déjà écoulés. Six semaines après sa sortie, avec plus d'un million de disques vendus, Pink Friday est sacré disque de platine. Plusieurs semaines après sa sortie, cet album se classe no 1 des ventes aux États-Unis[réf. nécessaire]. En 2013, l'album Pink Friday recense 3 800 000 exemplaires vendus. Elle obtient une proposition pour les Grammy Awards 2011. Elle devient la première chanteuse de hip-hop[réf. nécessaire] à être classée dans le Hot 100 Billboard avec sept chansons. Fin 2010, le magazine Rolling Stone lui attribue le titre de « nouvelle reine du hip-hop » à la suite du succès de son premier album. En janvier 2011, elle prend part à une chanson du groupe The Lonely Island, intitulée Do the Creep. De juin à août 2011, Nicki Minaj effectue la première partie de la tournée américaine et canadienne de la chanteuse Britney Spears. Une semaine après la sortie de sa collaboration avec David Guetta et Flo Rida sur le morceau Where Them Girls At, la chanson atteint la première place des ventes sur iTunes en France, Allemagne, Australie, Canada, Italie, Luxembourg et en Suisse[réf. nécessaire].
Le 26 juin 2011, lors de la cérémonie des BET Awards 2011 à Los Angeles, Nicki Minaj est sacrée meilleure artiste féminine hip-hop. Le 28 août, Nicki Minaj se rend à la cérémonie des MTV Video Music Awards 2011, durant lesquels elle remporte le prix du « Meilleur clip vidéo hip-hop ». Nicki Minaj enregistre une nouvelle collaboration Fireball avec Willow Smith, et est également présente sur le second album Take Care, de Drake. Début novembre 2011, Give Me All Your Luvin' qui doit être le premier single du nouvel album de Madonna est diffusé sur le Net. Elle est présente sur la version commercialisée pour la sortie officielle de l'album en janvier 2012. Le 20 novembre 2011, lors de la cérémonie des American Music Awards, elle ouvre la cérémonie avec David Guetta pour interpréter son featuring Turn Me On avec le disc-jockey français. Elle chantera également Super Bass. Au cours de la soirée, elle remporte deux prix : ceux de « Meilleure artiste rap/hip-hop », et « Meilleur album rap/hip-hop ».
Nicki Minaj est nommée « Star montante » de l'année 2011 par Billboard[réf. nécessaire]. Elle est honorée, le 2 décembre 2011, au Billboard Women in Music Event 2011, à New York. Elle fait paraître Pink Friday, auquel la rappeuse Lil Kim répond avec Black Friday. Le 22 novembre 2011, Nicki Minaj et la chanteuse Pop Katy Perry sont les premières annoncées comme étant les présentatrices du concert spécial organisé pour annoncer la liste des sélectionnés à la cérémonie des Grammy Awards 2012, qui s'est déroulé au Nokia Theatre de Los Angeles, le 30 novembre 2011. La cérémonie des Grammy Awards 2012 a eu lieu quant à elle le 12 février 2012. Nicki Minaj obtient trois propositions pour la 54e cérémonie des Grammy Awards, dans les catégories « Révélation de l'année », « Album rap de l'année », « Meilleure performance rap » (pour Moment 4 Life en collaboration avec Drake). Le 31 janvier 2012, le clip Turn Me On qu'elle a enregistré avec David Guetta est dévoilé afin de promouvoir le single qui était classé quatrième du classement Billboard Hot 100[réf. nécessaire]. Trois jours plus tard, le clip Give Me All Your Luvin' de Madonna fait son apparition. Pendant la mi-temps de la finale du Super Bowl, le 5 février 2012 à Indianapolis, elle participe à la prestation de Madonna sur le titre Give Me All Your Luvin' au Lucas Oil Stadium.

### Pink Friday: Roman Reloaded(2012-2013)

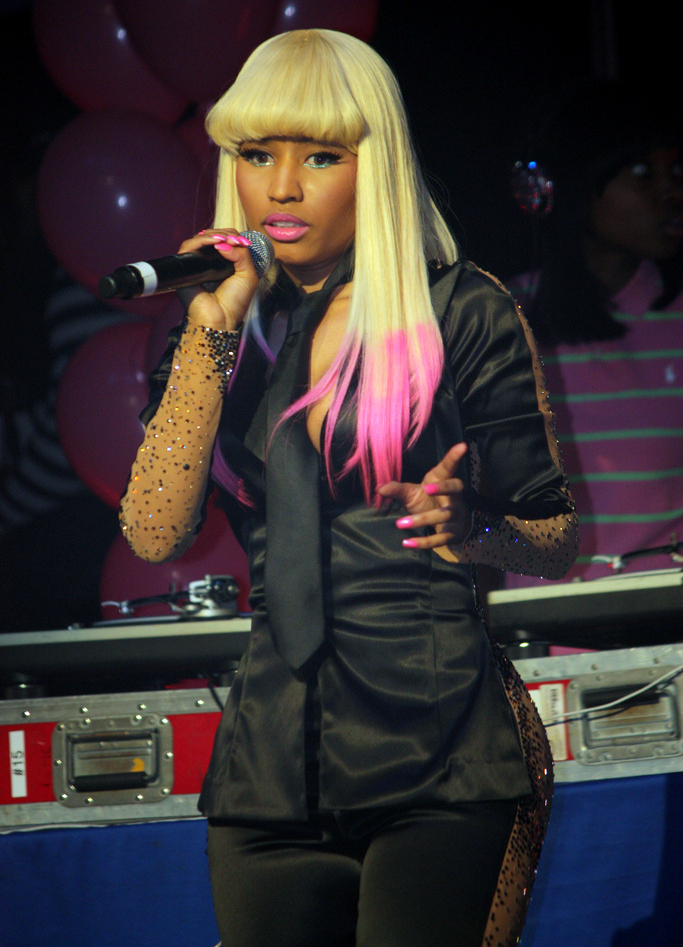
Nicki Minaj sur scène en 2010.

Lors de la cérémonie des Grammy Awards 2012, Nicki Minaj s'est produite sur scène en interprétant Roman Holiday, un des nouveaux titres qui figure sur son nouvel album Pink Friday: Roman Reloaded. Le 14 février 2012, pendant l'émission de Ryan Seacrest, le premier single officiel de son nouvel album est diffusé. Le 23 février 2012, le nouveau single Starships produit par RedOne est diffusé en radio et entre en neuvième position pour sa première semaine puis grimpe à la sixième place du Billboard Hot 100[réf. nécessaire]. Au lendemain, elle se produit sur scène à l'occasion du NBA All-Star Game 2012 où elle interprète Moment 4 Life, Turn Me On, Super Bass, Starships. Le deuxième album studio de Nicki Minaj, intitulé Pink Friday: Roman Reloaded, se concentre sur le retour de Roman Zolanski, qui a d'abord été présenté sur l'album précédent Pink Friday, toujours sous le label Young Money-Cash Money Records, et produit avec RedOne, Dr Luke, Chris Brown, Lil' Wayne, Drake et Kane Beatz qui fut le producteur de Super Bass.
Officiellement dans les bacs les 2 et 3 avril 2012 en France et aux États-Unis, l'album propose 19 à 22 titres selon les éditions. Dans Pink Friday: Roman Realoaded, le titre Stupid Hoe est inclus. Cet album propose des titres aux sonorités pop, comme Starships, qui parvient à se classer à la deuxième place de l’Official U.K. Singles Chart, à la première place de l’Official U.K. Singles R&B Chart, puis à la première place des ventes aux États-Unis, Canada et Royaume-Uni,. D'après le Billboard 200, ses ventes sont estimées à 253 000 exemplaires vendus aux États-Unis en l'espace d'une semaine[réf. nécessaire]. L'album se classe également no 1 des ventes dans les catégories « meilleur album de R&B/hip-hop », « meilleur album de rap », et « meilleur album numérique » aux États-Unis[réf. nécessaire]. Le 9 avril 2012, Nicki Minaj est choisie par Nokia afin de promouvoir le lancement du Nokia Lumia 900. Cet évènement a eu lieu à Times Square où elle s'est produite sur scène en interprétant Starships, Right by My Side et Super Bass. Lors des Billboard Music Awards 2012, elle remporte le prix de la meilleure vidéo pour Super Bass.
De mai à août 2012, elle effectue une tournée internationale Pink Friday Tour avec un total de 41 dates (19 en Amérique du Nord, 3 en Océanie, 4 en Asie, et 15 en Europe). Le 12 juillet 2012, en pleine tournée internationale, son titre Starships, s'étant écoulé à plus de 3,2 millions d'exemplaires en téléchargement en ligne, reste 21 semaines consécutives dans le Top 10 du Hot 100 Billboard, détrônant ainsi I Gotta Feeling des Black Eyed Peas. Le 6 septembre 2012, elle se rend à la cérémonie des MTV Video Music Awards 2012 à Los Angeles, où elle remporte le prix de « meilleure vidéo féminine » pour son clip Starships. Pendant la cérémonie, elle s'est également produite avec Alicia Keys sur la scène du Staples Center où elles ont interprété Girl On Fire. En pleine campagne électorale pour l’élection présidentielle américaine de 2012, elle décide de s'engager et d'apporter tout son soutien au président sortant Barack Obama en critiquant ouvertement son adversaire Mitt Romney et tous les électeurs républicains. Fin septembre 2012, Nicki Minaj intègre le jury de la douzième saison d’American Idol composé également de Keith Urban, Mariah Carey et Randy Jackson. L'émission fut diffusée début 2013. En septembre 2012, Nicki Minaj lance son premier parfum appelé Pink Friday, à New York.
Le 21 octobre 2012, Nicki Minaj lance sa tournée internationale, le Pink Friday: Reloaded Tour, à Nottingham au Royaume-Uni, qui prendra fin le 8 décembre 2012, à Perth en Australie, pour un total de 21 dates (15 en Europe, 6 en Océanie). Le 9 novembre 2012, Nicki Minaj sort une nouvelle version de l'album qui est appelée Pink Friday: Roman Reloaded : The Re-Up, contenant huit nouveaux titres. Le 9 novembre 2012, en plein enregistrement de son quatrième album annoncé pour fin 2013, Nicki Minaj ne se rend pas à Francfort, en Allemagne, pour la cérémonie des MTV Europe Music Awards 2012 où elle remporte son premier MTV Europe music award dans la catégorie « meilleure artiste hip-hop ». Le 18 novembre à Los Angeles, Nicki Minaj se rend à la cérémonie des American Music Awards 2012 où elle détenait le plus de propositions avec Rihanna pour cette édition. Au cours de la cérémonie, elle a interprété son nouveau single Freedom et remporte deux prix dans les catégories « Artiste rap/hip-hop » et « Album rap/hip-hop ».
Le 12 avril 2013, elle devient la rappeuse la plus chartée dans l'histoire du Billboard Hot 100, avec quarante-quatre apparitions.

### The PinkprintetTriple Alliance(2013-2014)

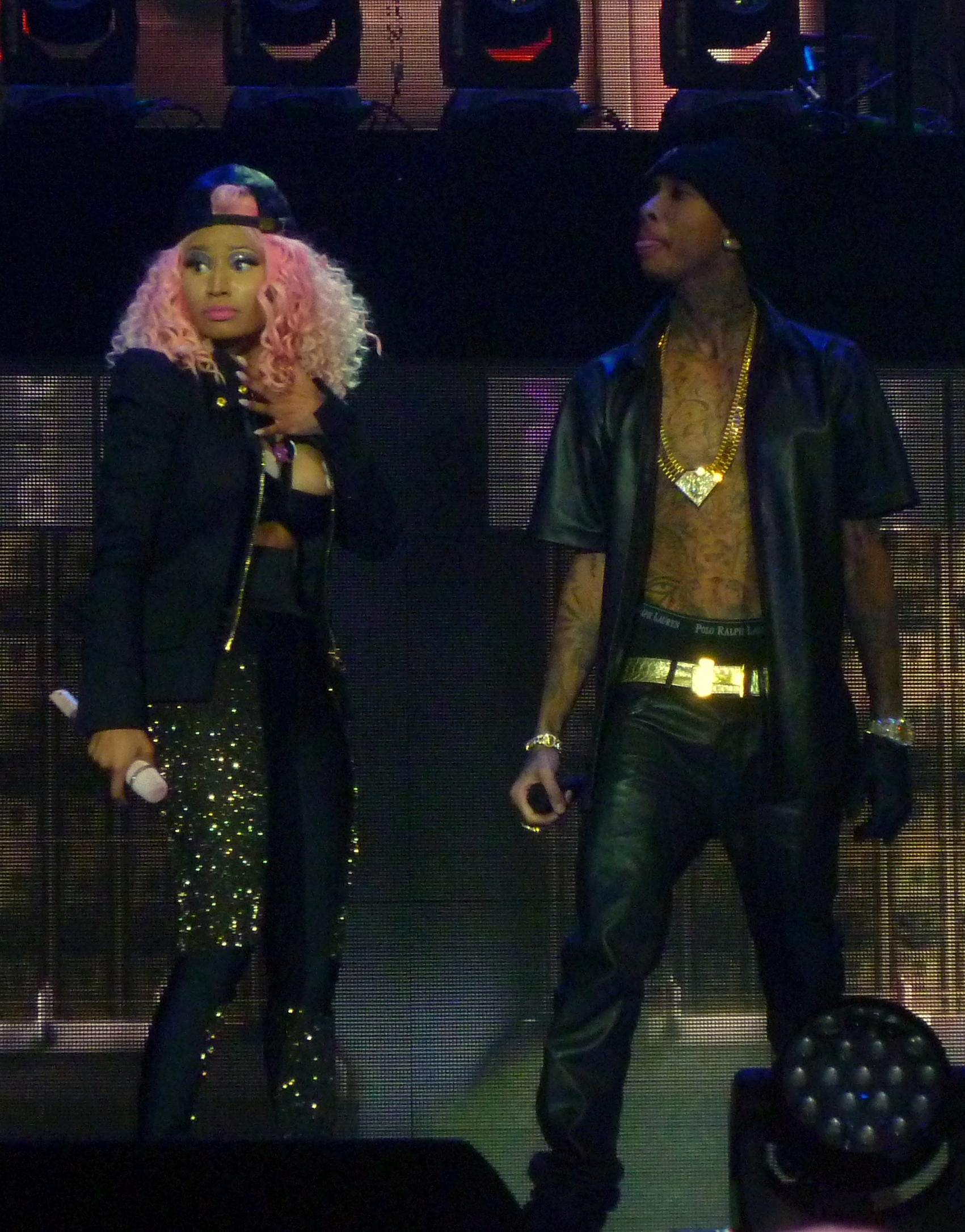
Nicki Minaj et Tyga en concert à Londres, fin 2012.

Fin 2013, on[Qui ?] annonce que Nicki Minaj travaille sur un album studio à venir : The Pinkprint, dont la sortie est prévue en 2014. Elle décrit cet album comme étant une suite de Pink Friday: Roman Reloaded: The Re-Up. Lors d'une interview avec MTV, elle déclare qu'il s'agira d'un album totalement hip-hop, contrairement à son précédent album Pink Friday: Roman Reloaded. Nicki Minaj affirme également que l'œuvre de son troisième album sera « d'un niveau supérieur » : « Je suis vraiment excitée, et les personnes avec qui je travaille maintenant sont des personnes avec qui je n'ai jamais travaillé auparavant, donc c'est comme s'ils apportaient un nouveau son à l'album, que je n'ai jamais expérimenté ». Le 30 décembre 2013, Nicki Minaj réalise un remix de la chanson Boss Ass Bitch de PTAF (Pretty Taking All Fades) sur SoundCloud.
Le 12 février 2014, Nicki Minaj réalise une vidéo pour la chanson Lookin Ass de l'album Young Money: Rise of an Empire, de Young Money. Le 13 avril suivant, elle sort une nouvelle chanson Chi-Raq avec Lil Herb le rappeur de Chicago, par le biais de SoundCloud. Le 25 avril, son premier film dans un rôle important sort au cinéma. The Other Woman (Triple Alliance en France) est un véritable succès aux États-Unis où il se classe premier au box-office avec 24 700 000 $ récoltés en seulement trois jours, détrônant ainsi Captain America : Le Soldat de l'hiver. Le 3 mai 2014, elle sort la chanson Yasss Bish! avec le rappeur Soulja Boy (ce dernier a également produit la chanson) toujours sur SoundCloud. Ces dernières musiques sorties sont seulement des chansons freestyle qui ne figureront pas sur son prochain album The Pinkprint. Le 21 mai 2014, la chanteuse révèle la chanson Pills N Potions, premier single officiel de son nouvel album The Pinkprint. Le single s'est écoulé à plus de 525 000 exemplaires aux États-Unis. Le 29 juin 2014, Minaj remporte le prix de la « meilleure artiste féminine de hip-hop » aux BET Awards 2014 pour la cinquième année consécutive, faisant d'elle la seule artiste homme ou femme à remporter la récompense du « meilleur artiste hip-hop », battant ainsi son propre record. Le 4 août, Nicki Minaj dévoile son deuxième single Anaconda qui atteint la 24e place sur l'iTunes Store français en moins d'une journée. Sur l’iTunes Store américain, la chanson prend un très bon démarrage pour atteindre la première place le 5 août. Elle annonce également le 4 août en faisant la promotion de son single Anaconda que sa tournée débutera début 2015 pour l'Europe pour finir l'été par les États-Unis. De plus, son album The Pinkprint sortira entre octobre et décembre 2014. 15 jours après la promotion de son single, Nicki Minaj sort enfin le vidéoclip d’Anaconda. Le 21 août, il est déjà vu près de 20 millions de fois en moins de 24 heures. Le 10 août, Nicki annonce via Twitter que son nouvel album The Pinkprint sortira le 24 novembre.
Le 12 septembre 2014, Nicki Minaj se lance dans Paris et joue le soir et le lendemain aux côtés de Beyoncé Flawless, au On The Run Tour au Stade de France, faisant d'elle la première rappeuse à avoir joué à cet endroit, l'un des plus grands stades d'Europe (le plus grand stade d'Europe étant le Camp Nou). Le 27 octobre, Nicki Minaj annonce via un communiqué de presse repousser la sortie de son album au 15 décembre à la suite de problèmes imprévus au Young Money. Cependant, le 28 octobre, elle dévoile le troisième single de son troisième album Only en featuring avec Drake, Lil Wayne et Chris Brown qui sera accompagné d'un clip le 12 décembre 2014 sur la chaine YouTube de Nicki Minaj. Le 9 novembre 2014, lors des MTV Europe Music Awards, elle dévoile une partie du quatrième single de son album Bed of Lies en duo avec Skylar Grey. Le single est dévoilé dans son intégralité le 16 novembre, Nicki affirme également être accompagné d'un clip. Le 15 décembre 2014 sort finalement The Pinkprint très bien accueilli dans le milieu commercial et de la part des critiques avec 244 000 exemplaires écoulés en une semaine et la critique qui est unanime pour dire qu'il s'agit du meilleur album de Nicki Minaj depuis le début de sa carrière.
Le 8 décembre 2014, Nicki Minaj annonce les dates de sa tournée européenne The Pinkprint Tour dont son passage à Paris au Zénith de Paris le 25 et 26 mars 2015. Le 21 décembre 2014, il est confirmé que le duo de Nicki et Beyonce Feeling Myself sera le prochain single de l'album. Le 25 décembre 2014, le magazine Complex publie un article dans lequel il nomme Nicki Minaj « meilleure rappeuse de l'année 2014 ».

### Barbershop: The Next Cut(2015-2017)
En mars 2015, Nicki Minaj devient la première artiste féminine à placer quatre chansons simultanément dans le top 10 des chartes du Billboard's Mainstream R&B/Hip-Hop. Lors des BET Awards de 2015, Minaj reçoit son sixième prix consécutif pour la « Meilleure artiste Hip-Hop féminine », et devient depuis la rappeuse féminine la plus titrée dans cette catégorie. En mai 2015, Nicki Minaj annonce qu'elle jouera dans la 3e partie du film Barbershop, aux côtés de Ice Cube, Cedric the entertainer, Eve et d'autres. Titré Barbershop: The Next Cut, le film sort le 15 avril 2016 et reçoit un accueil positif, gagnant un score moyen de 93 % chez Rotten Tomatoes. Nicki Minaj a joué le rôle de Draya, une coiffeuse provocatrice.
Début 2016, Nicki Minaj est annoncée comme productrice exécutive et apparaîtra dans une série de comédie basée sur sa vie à Queens, New York. La série, qui a pour titre Nicki, est programmée pour une diffusion en 2016 sur Freeform (ex. ABC Family). Le pilote est filmé dans sa ville natale en janvier 2016, et la production se poursuit depuis. Ariana Neal jouera le rôle de la jeune Nicki, aux côtés de Selita Ebanks (sa mère), Wesly Jonathan (son père) et McCarrie McCausland (son grand frère).

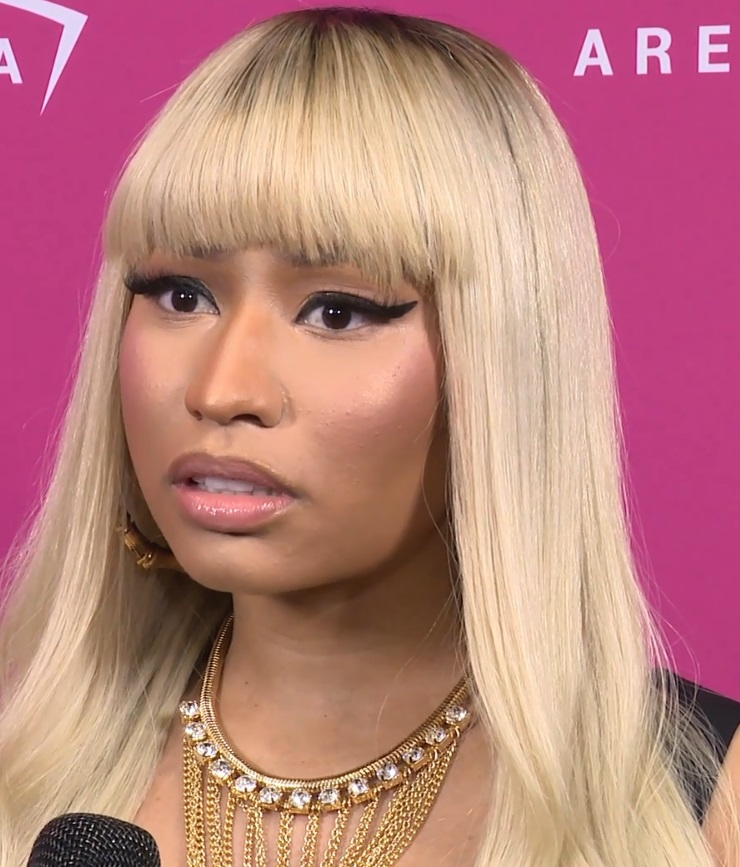
Nicki Minaj est la tête d'affiche du concert d'inauguration de la T-Mobile Arena en 2016.

Durant l'année 2016, Nicki Minaj travaille sur son quatrième album qui doit paraître deux ans plus tard. Pour faire patienter, elle sort de nombreux remix, duos et freestyle. Elle apparaît sur le remix de Down in the DM de Yo Gotti et fait de ce titre un hit qui se place à la 13e place du Billboard Hot 100. Sa liste de collaborations continue à s'étendre : elle pose sur Do You Mind de DJ Khaled avec Chris Brown, August Alsina, Jeremih, Future et Rick Ross puis sur Side to Side d'Ariana Grande qui devient l'un des plus grands hits de 2016, se classant à la 4e place du Billboard Hot 100. Le clip de cette chanson obtient plus d'un milliard de vues sur YouTube (en 2017) ; c'est le deuxième single de Minaj à atteindre ce nombre après Hey Mama[source secondaire souhaitée]. Il est nommé meilleur clip vidéo aux IHeartRadio Music Awards. Nicki Minaj se produit avec Ariana Grande aux MTV Video Music Awards 2016 et aux American Music Awards 2016, et les deux artistes inaugurent ensemble la T-Mobile Arena de Las Vegas le 7 avril,. Alors que personne ne s'y attendait, elle sort, le 4 septembre 2016 sur SoundCloud, le titre The Pinkprint Freestyle. Elle réitère le 15 novembre de la même année en sortant, toujours sur SoundCloud, un remix de Black Beatles de Rae Sremmurd nommé Black Barbies. Le titre se place à la 20e place des Billboard Hot Rap Songs après être paru sur l'iTunes Store ainsi que sur les plateformes de streaming comme Tidal, Spotify ou Apple Music.
En 2017, elle apparaît sur Swalla de Jason Derulo, Run Up de Major Lazer et PartyNextDoor, Bom Bidi Bom de Nick Jonas (ce titre fait partie de la bande originale de Cinquante nuances plus sombres), Make Love de Gucci Mane, Light My Body Up de David Guetta, « Realize » de 2 Chainz, « Plain Jane Remix » de Asap Ferg et Kissing Strangers de DNCE. Sur les titres Make Love et Swalla, elle attaque la rappeuse Remy Ma qui riposte en sortant le diss-track Shether, le 25 février, moins de 24 heures après la sortie des titres de Nicki Minaj. Pendant ce temps, Nicki termine l'enregistrement de son album à Paris lors de la Fashion Week avant de sortir le 9 mars les singles Changed It en collaboration avec son mentor Lil Wayne, Regret in Your Tears qui parle de la rupture de Nicki et de Meek Mill en 2016 et No Frauds avec Drake et Lil Wayne qui est une réponse à Remy Ma. La 3e chanson promotionnelle issue de l'album de Katy Perry Witness est Swish Swish, avec la participation de Nicki Minaj. Ce titre sort le 19 mai. Le 1er juin 2017, le rappeur américain Yo Gotti sort le single Rake It Up en compagnie de Nicki Minaj. La collaboration de ces deux rappeurs atteint la 8e place du Billboard Hot 100, alors le plus gros succès de Yo Gotti. Le titre devient un succès estival ; les rappeurs sont invités à l'interpréter en direct à la télévision américaine sur le plateau du Jimmy Fallon Show le 14 septembre.
Après que les médias lui aient prêté une rivalité avec la rappeuse Cardi B, Nicki Minaj fait taire les rumeurs en apparaissant avec celle-ci[source secondaire souhaitée] sur le titre Motor Sport de Migos, sorti le 27 octobre 2017. Cependant la rivalité entre les deux rappeuses est bien réelle.Le 3 novembre 2017, Lil Uzi Vert publie le remix de son titre The Way Life Goes en featuring avec Nicki Minaj.

### Queen(2018-2019)

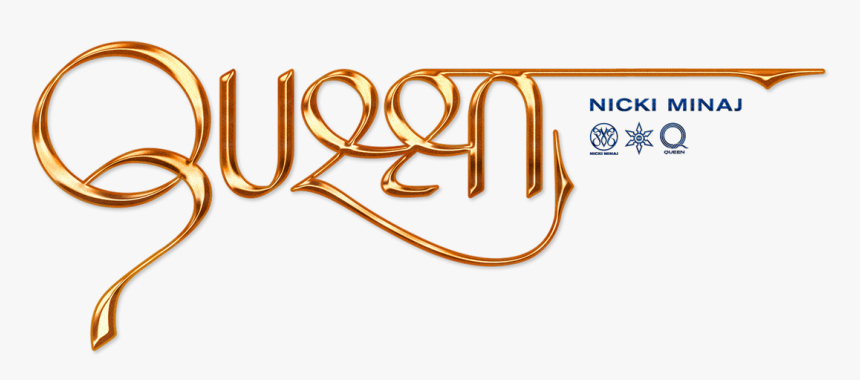
Logo de l'album Queen.

Après une pause de quatre mois sur les réseaux sociaux, Nicki Minaj fait son grand retour le 12 avril 2018 avec la sortie de deux titres : Chun-Li, premier single officiel extrait de son album Queen, et le single promotionnel Barbie Tingz. Chun-Li est acclamé par la critique et atteint une semaine plus tard la 10e position au classement américain Hot 100.
Le 7 mai 2018, Nicki Minaj annonce sur le tapis rouge du Met Gala que son 4e album studio s'intitule Queen et sortira le 15 juin. Cependant la rappeuse annonce le 24 mai que n'étant pas totalement prête et satisfaite de son travail, la sortie de Queen est repoussée au 10 août 2018. Le 19 mai, Nicki Minaj est l'invitée musicale vedette de l'épisode final de la 43e saison de l'émission Saturday Night Live, présentée par l'humoriste Tina Fey. Elle y interprète Chun-Li et Poke It Out, un titre en collaboration avec le rappeur Playboi Carti sorti le 11 mai.
Le 7 juin, Nicki Minaj dévoile la couverture de l'album sur Twitter. Photographiée par le célèbre duo Mert and Marcus, Minaj y pose dénudée sur une branche d'arbre, portant seulement des bijoux et une coiffe inspirée par Cléopâtre. Quatre jours plus tard, soit le 11 juin, Nicki Minaj sort un second single promotionnel intitulé Rich Sex, en featuring avec son ami proche et collaborateur de longue date Lil Wayne. Elle annonce également la tournée mondiale NickiHndrxx durant laquelle elle partagera l'affiche avec le rappeur américain Future.
Le 22 juillet 2018, le rappeur 6ix9ine sort la chanson Fefe en featuring avec Nicki Minaj. Le titre atteint rapidement la 3e place au Hot 100, tandis que le clip est visionné plus de 12 millions de fois le jour de sa sortie. Après que sa sortie soit repoussé une seconde fois, l'album Queen sort finalement le 10 août 2018 comme précédemment annoncé. Nicki Minaj dévoile la vidéo pour le titre d'ouverture de l'album Ganja Burn le 13 août. Le 14 août, le titre Barbie Dreams est officiellement annoncé comme troisième single officiel.
Queen débute en 2e position au classement musical Billboard 200, avec 185 000 exemplaires vendus (78 000 en ventes physiques). L'album est plus tard certifié platine aux États-Unis par la RIAA, écoulé à plus d'un million d'exemplaires. Le 20 août 2018, Nicki Minaj reçoit le prix de la Meilleure vidéo hip-hop lors de la 35e cérémonie des MTV Video Music Awards pour le clip de Chun-Li.

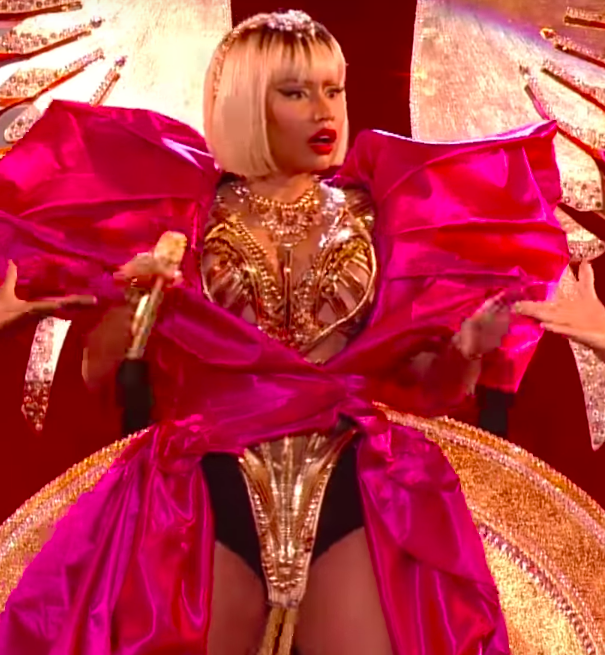
Nicki Minaj interprète un medley des titres de Queen lors des MTV Video Music Awards 2018.

Le 12 octobre 2018, Nicki Minaj apparaît sur la chanson Woman Like Me du girl group britannique Little Mix. Elle interprète plus tard le titre en direct sur la scène des MTV Europe Music Awards le 4 novembre. Nicki Minaj apparaît également sur le remix du titre Dip du rappeur Tyga le 29 octobre. Le 5 novembre 2018, Dip débute à la 83e place du Hot 100 américain, et Minaj devient officiellement la première artiste féminine à cumuler 100 titres placés dans le classement. Elle est également la quatrième artiste, derrière ses compagnons de label Drake et Lil Wayne, ainsi qu'Elvis Presley.
Début 2019, Nicki Minaj devient la seule rappeuse de l'histoire à cumuler 100 millions de certifications RIAA. Elle est la quatrième artiste de rap à achever cet exploit, après Eminem et ses collègues de chez Young Money, Drake (rappeur) et Lil Wayne, ainsi que la quatrième artiste féminine tous genres confondus derrière Rihanna, Taylor Swift et Katy Perry.
Le 14 avril 2019, Nicki Minaj est invitée à se produire sur scène en compagnie d'Ariana Grande lors de sa performance au festival Coachella. Elles interprètent notamment leurs titres en collaboration Bang Bang et Side to Side. Malgré des difficultés techniques, la performance de Nicki Minaj est saluée par la critique. Plus tard dans le mois, un article de presse confirme qu'après quelques mois difficiles, la rappeuse se sépare de son équipe de management de longue date. Cette séparation se fait d'un commun accord.
Le 18 avril 2019, Nicki Minaj apparaît en featuring sur le nouveau titre de Chris Brown intitulé Wobble Up, en compagnie du rappeur G-Eazy. Des rumeurs circulent sur une tournée américaine où Brown et Nicki Minaj partageraient la tête d'affiche, mais quelque temps plus tard Brown publie l'annonce officielle de sa tournée, où le nom de Minaj ne figure pas. Le 6 juin, TMZ confirme que Minaj n'a jamais consenti à cette tournée, préférant se concentrer sur la production de musique et se remettant de sa tournée européenne.
Absente presque totalement durant plusieurs mois des réseaux sociaux, ainsi qu'en public, Nicki Minaj brise le silence le 12 juin avec un tweet mystérieux. Elle publie ensuite plusieurs photos sur Instagram, annonçant la sortie d'un nouveau single le 21 juin intitulé Megatron. Le 19 juin, Minaj apparaît dans la chanson de la rappeuse américaine Trina intitulé BAPS. Megatron, un single qui ne fera pas partie de son cinquième album, sort deux jours plus tard.
Le jeudi 5 septembre 2019, elle annonce son retrait de la vie musicale et publique pour se consacrer à sa famille,. Après une vive réaction de la part de ses fans, elle clarifie ses propos en expliquant que ses propos étaient brusques et qu'elle s'était un peu trop avancée : bien qu'elle prenne une pause dans l'enregistrement de son cinquième album, des collaborations enregistrées auparavant continueraient à sortir. En effet, la collaboration reggaeton Tusa sort avec l'artiste colombienne Karol G le 7 novembre. Le morceau atteint le sommet du classement Hot Latin Songs aux États-Unis, et Minaj devient alors la première artiste à détenir un no 1 dans tous les classements Hip-Hop/ R&B, Pop, Dance/Electric, Reggae, Gospel et Latin de Billboard.
En novembre 2019, elle participe à la bande originale du film Charlie's Angels, troisième film de la franchise du même nom. Intitulée Bad To You, elle interprète la chanson avec les artistes américaine Ariana Grande, qui produit également l'album, et Normani.
Le 12 décembre 2019, elle est nommée la « game changer » de la décennie par Billboard pour son exploit en tant que première artiste féminine à cumuler plus de 100 entrées au Billboard Hot 100 et première rappeuse à vendre plus de 100 millions de disques. Dans son discours d'acceptation, elle dédie cette récompense au rappeur Juice Wrld qui avait réalisé la première partie de sa tournée européenne The Nicki Wrld Tour, décédé quatre jours plus tôt.

### Pink Friday 2(depuis 2022)
Après un nouveau hiatus de trois mois, Nicki Minaj brise le silence et fait son retour sur les réseaux sociaux le 30 janvier pour annoncer qu'elle sera la juge à l'honneur dans le premier épisode de la saison 12 de RuPaul's Drag Race, diffusé le 28 février 2020. Le lendemain, la collaboration Nice To Meet Ya avec Meghan Trainor sort accompagnée d'un clip vidéo inspiré par le film Working Girl. Le 7 février, Nicki Minaj publie son premier single promotionnel en solo de 2020 intitulé Yikes qui reçoit un accueil positif. Le 28 février, le premier épisode de la saison 12 de RuPaul's Drag Race est diffusé sur VH1, durant lequel Minaj interprète un freestyle. Les critiques la nomment plus tard l'une des meilleures juges invitées de la série.
Le 1er mai 2020, Minaj apparaît sur le remix du titre à succès de la rappeuse Doja Cat Say So. Ce remix atteint la première place du Billboard Hot 100 la semaine de sa sortie, devenant le premier no 1 de Nicki Minaj. C'est également la première collaboration entre deux rappeuses à culminer au classement, et la première collaboration féminine tous genres confondus depuis Fancy en 2014[réf. souhaitée]. Le 12 juin, Nicki Minaj décroche son deuxième titre no 1 au Hot 100 avec Trollz, sa troisième collaboration avec le rappeur 6ix9ine. Nicki Minaj devient la deuxième rappeuse à débuter une chanson au sommet du classement après Lauryn Hill en 1998 avec Doo Wop (That Thing).
Après le buzz de l'annonce de sa grossesse, Nicki Minaj collabore avec divers artistes. Le 30 juillet 2020, Move Ya Hips sort avec les rappeurs A$AP Ferg et MadeinTYO. Un mois plus tard, Nicki Minaj apparaît sur le titre Expensive de Ty Dolla Sign et dans la vidéo qui l'accompagne. Le 10 septembre, Minaj collabore sur le titre dancehall Oh My Gawd avec K4mo, Mr Eazi et Major Lazer. Après un court hiatus pour donner naissance à son fils, Nicki Minaj apparaît sur le remix du titre Whole Lotta Choppas du rappeur Sada Baby. Le 6 novembre, sa collaboration What That Speed Bout!? avec Mike Will Made It et YoungBoy Never Broke Again est publiée sur YouTube.
Le 20 novembre 2020, Nicki Minaj célèbre les dix ans de son premier album Pink Friday en rééditant une version complète de l'album. Elle révèle également la sortie prochaine d'une série documentaire en six épisodes sur la plateforme de streaming HBO Max. Le documentaire la suivra dans sa vie professionnelle mais aussi personnelle, notamment sa récente maternité.
Elle apparait également dans le clip[source secondaire souhaitée] If i don’t have you de Tamar Braxton, qui est no 1.
Le 26 août 2022, elle dévoile par surprise une compilation de ses plus grands titres depuis ses débuts : Queen Radio : Volume 1. Elle sera rééditée deux jours plus tard en ajoutant le remix du chanteur jamaïcain Skeng, Likkle Miss.
Le 5 juin 2023, Nicki Minaj annonce sur Twitter que son cinquième album studio sortira le 20 octobre 2023. Le 30 juin, elle annonce sur ses réseaux sociaux le titre de l'album, Pink Friday 2. La date de sortie est reportée au 17 novembre. L'album est finalement repoussé au 8 décembre 2023, date de sa sortie,.
En décembre 2023, elle participe aux dates d'Atlanta et de Miami du Jingle Ball Tour 2023 de iHeartRadio. Elle devait à l'origine se produire à Chicago, mais elle décide d'annuler son spectacle en raison de la sortie imminente de Pink Friday 2, ce qui a conduit Lil Wayne à la remplacer dans l'affiche.
À la suite de la sortie de son nouvel album, une tournée intitulée Pink Friday 2 World Tour est annoncée. La tournée débutera le 1er mars 2024 à Oakland, en Californie, et se terminera le 7 juin 2024 à Berlin, en Allemagne. Deux dates pour les fans français sont également annoncée, celle du 1er juin 2024 et du 9 juin 2024, où elle se produira au palais omnisports de Paris-Bercy,. Toujours en mars 2024, Nicki Minaj sera la tête d'affiche du premier jour de Rolling Loud California 2024 à Inglewood, ainsi que de l'édition 2024 du Dreamville Festival à Raleigh le mois d'après,.
Après certaines rumeurs, Nicki ne sortira d'album Deluxe de Pink Friday 2 mais préférablement un nouvel album prévu en 2025. Cependant, notre reine du rap se laisse désirée, aucune date n'a encore été fixée.

## Analyse vocale
Quand j'ai commencé à rapper, les gens essayaient de me classer comme étant la rappeuse typiquement new-yorkaise, mais je ne le suis pas. Je ne veux pas que les gens reconnaissent exactement d'où je viens quand ils m'écoutent.
La tessiture vocale de Nicki Minaj est un soprano du type soubrette qui couvre 2 octaves et 4 notes (D3-Bb5)[réf. nécessaire]. Bien que classée en tant que rappeuse, elle a démontré sa capacité de mener une mélodie avec justesse. Sa voix est pleine de caractère et d'énergie : elle est capable de basculer entre un timbre épais et grave et un autre léger, produisant rapidement un contraste brillant. Son médium est solide et sa voix de poitrine est capable d'atteindre la 5e octave. Toutefois, cette dernière est mince et devient de plus en plus faible en s'élevant. Super Bass et Fly en sont de bons exemples.
Hormis sa voix, Nicki Minaj est aussi connue pour son style de rap animé, en particulier son flow. Elle combine souvent des métaphores, des punchlines et des jeux de mots ; son travail est comparé à celui de son mentor Lil Wayne. Le New York Times qualifie Nicki Minaj de « rappeuse pétillante avec des accents comiques et des tournures inattendues, une exagération marchante, un son, une personnalité et un regard hors du commun, une évolution rapide, rejetant les vieux modes aussi facilement que d'en adopter de nouveaux ». Bien que de nombreuses critiques décrivent sa technique comme du bubblegum rap, Nicki Minaj a déclaré que « Ce que les gens ne savent pas, c'est qu'avant de faire cette folie, je faisais juste du rap avec lequel tout le monde pouvait entendre et s'identifier. J'ai commencé à faire toute cette merde bizarre - je ne suis pas fâché parce que ça a attiré l'attention de tout le monde ».
Remarquée en tant qu'artiste de rap, elle se prête aux genres musicaux électroniques, en particulier l'électropop. Pink Friday a marqué son exploration des styles musicaux, créant des chansons électro, y compris le Super Bass. Le deuxième album de Nicki Minaj combine le rap avec la musique de synthétiseur, pour présenter des chansons électro-hop et électropop : HOV Lane, Whip It, Automatic, Come on a Cone, Fire Burns, Roman Holiday et Beez in the Trap ; tandis que la chanson Starships se rattache à l'eurodance. Elle a collaboré avec d'autres artistes, produisant d'autres chansons électroniques : The Boys avec la chanteuse Cassie et Beauty and a Beat avec Justin Bieber.

## Alter egos

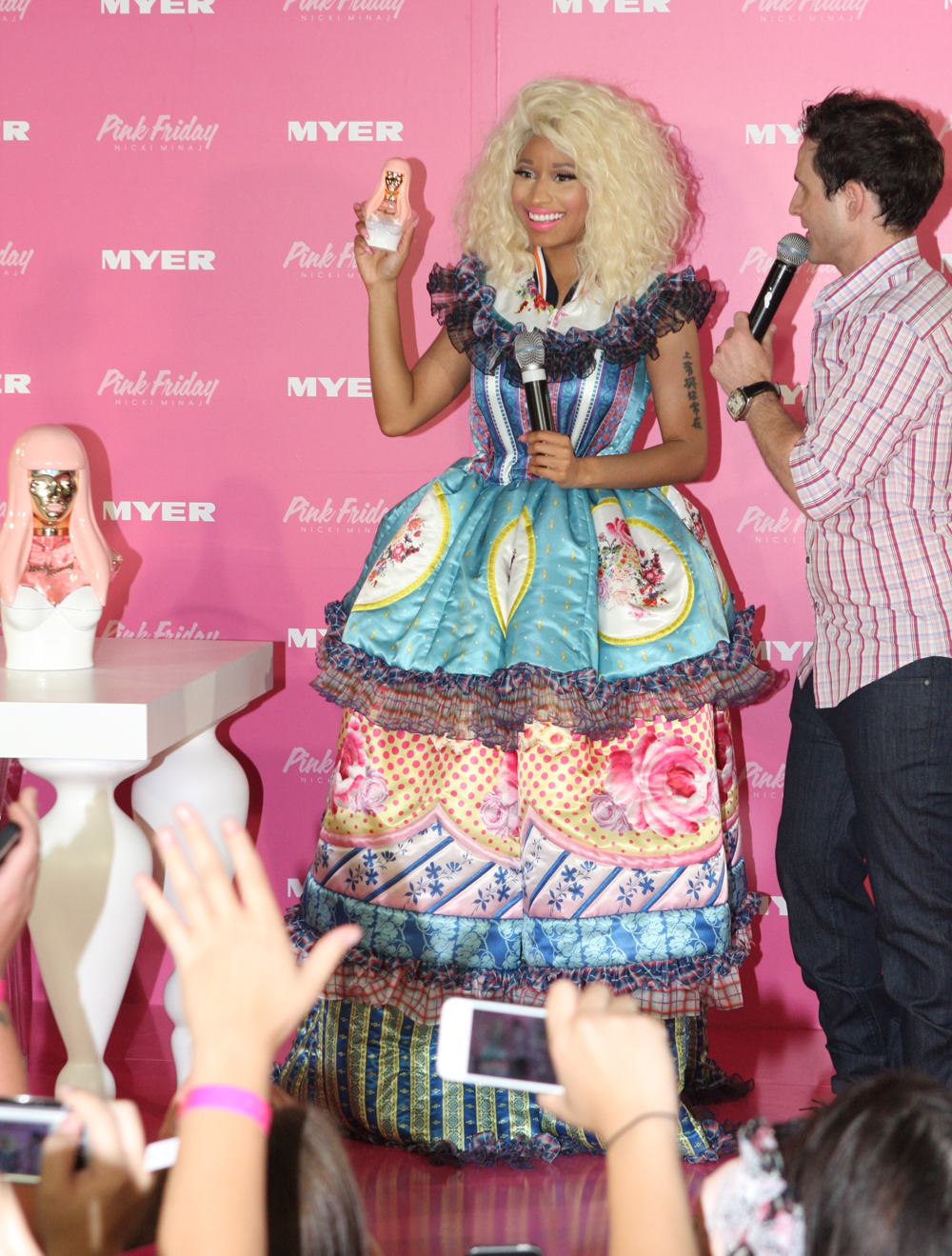
Nicki Minaj au lancement de son parfum Pink Friday.

L'enfance de Nicki Minaj est chahutée par les disputes constantes de ses parents. Comme moyen d'évasion, elle se crée des personnages, des alter egos et vit sa vie à travers eux. « Pour échapper à leurs disputes, je devais m'imaginer devenir une nouvelle personne. Cookie est ma première identité qui est restée avec moi pendant un certain temps. Après il y a eu Harajuku Barbie, puis Nicki Minaj. L'imaginaire est ma réalité ». Minaj présente également Point Dexter lors d'un sketch dans l'émission américaine Saturday Night Live comme un alter ego, elle mentionne que Point Dexter est un alter ego parmi d'autres. En décembre 2008, Nicki Minaj révèle l'alter ego Nicki Lewinsky, Nicki Lewinsky serait la « méchante » Nicki Minaj, elle se sert de cet alter ego quand elle est énervée. Nicki Lewinsky apparaît dans Dang A Lang de Trina et dans Y.U. MAD de Birdman.
En novembre 2010, Nicki Minaj assume l'alter ego Nicki Teresa. Teresa porte un foulard coloré sur ses cheveux, sa première apparition est lors d'une visite au Garden of Dreams Foundation aux studios Fuse à New York. Minaj fait une apparition dans l'émission Lopez Tonight le 6 décembre 2010 et présente son alter ego d'inspiration hispanique Rosa. Pour son album Pink Friday, Nicki Minaj utilise un autre alter ego Roman Zolanski, dont elle explique qu'il s'agit d'un « frère jumeau » et qu'il est né en elle de rage, et qu'elle se transforme en lui lorsqu'elle est en colère. Elle explique qu'il est « un démon en-elle ». Facilement comparable à l'alter ego d'Eminem, Slim Shady, les deux personnages se rencontrent justement lors de la collaboration des deux artistes dans Roman's Revenge sur l'album Pink Friday. Nicki Minaj explique qu'il y a « beaucoup de Roman » dans cet album et que « si l'on n'est pas familiarisé avec lui, après on le serait ». Elle explique que Roman est homosexuel et lunatique. Il aurait également une mère à l'accent britannique appelée Martha Zolanski qui est présente dans la chanson Roman's Revenge ou dans Roman Holiday,. Martha apparaît aussi dans le clip de la chanson Moment 4 Life (2010) où elle représente la fée marraine de Nicki Minaj. Il a aussi une petite sœur nommée Loriee Zolanski qui apparaît dans Stupid Hoe de Nicki Minaj. Sur son premier album, Nicki Minaj explique que l'auditeur peut rencontrer Nicki Minaj, Roman Zolanski et Onika Tanya Maraj.
D’après Nicki Minaj, Martha Zolanski est donc décédée de « vieillesse » sur Twitter.

## Vie privée
Nicki Minaj est la meilleure amie du rappeur Drake depuis qu'ils se sont rencontrés au sein du label YMCMB. Cependant, la brouille qui oppose Drake au compagnon de Nicki Minaj, Meek Mill, les éloigne.
Nicki Minaj est la seule rappeuse féminine à être représentée dans la liste des Hip Hop Cash Kings de Forbes, elle était classée no 15 en ayant gagné 6,5 millions de dollars en 2011, no 9 avec 15,5 millions de dollars en 2012, no 5 avec 29 millions de dollars en 2013, no 12 avec 14 millions de dollars en 2014, no 10 avec 21 millions de dollars en 2015, no 6 en 2016 avec 20,5 millions de dollars et no 15 en 2017 avec 16 millions de dollars. Ce qui fait un total de 122,5 millions de dollars en 7 ans.
En juillet 2011, son cousin Nicholas Telemaque est assassiné près de son domicile de Brooklyn, à New York. Nicki Minaj lui rend hommage à plusieurs reprises, notamment dans ses chansons Champion et All Things Go.
À la suite de l'ouragan Sandy, Nicki Minaj fait don de 15 000 $ à la Banque alimentaire pour New York.
Nicki Minaj est chrétienne,. Elle a déclaré qu’après que son père est allé en cure de désintoxication, elle a commencé à aller à l'église : « Il s'est sauvé et a commencé à changer sa vie »,,.
Les critiques notent l'utilisation de diverses identités sexuelles dans sa musique, certains laissant entendre qu'elle serait lesbienne. Cependant, elle déclare qu'elle n'a jamais eu et ne désire pas avoir de relations sexuelles avec des femmes. En 2012, dans un entretien, elle avoue avoir menti en disant être bisexuelle, afin d'attirer l'attention.
En 2014, Nicki Minaj se sépare du producteur de musique, Safaree Samuels, son compagnon depuis plus de douze ans, qu'elle présentait comme « son meilleur ami »,,,. Elle s'inspire d'ailleurs de leur séparation pour écrire la plupart des chansons de l'album, The Pinkprint.
Après plusieurs mois de rumeurs, dans sa chanson Autobiography (qui figure sur la mixtape Sucka Free, 2008), Nicki Minaj révèle avoir avorté lorsqu'elle était adolescente. N'étant alors pas sous le feu des projecteurs, elle a écrit cette chanson pensant que personne ne l'entendrait. Maintenant que des millions de fans ont écouté ses confessions, elle n'hésite pas à en reparler dans All Things Go (tiré de l'album The Pinkprint), une nouvelle chanson autobiographique. Elle y révèle le prénom du père ainsi que l'âge qu'aurait eu son enfant. Elle raconte dans une interview pour le magazine Rolling Stone en janvier 2015, que cette décision va hanter toute sa vie : « J’ai cru que j’allais mourir. J’étais une adolescente. C’était la chose la plus dure que j’ai jamais faite. » Dans le documentaire MTV My Time Again, elle dit avoir toujours pensé que son destin était d'abord de réussir sa carrière, puis d'avoir des enfants.
Le rappeur Meek Mill confirme, le 12 avril 2015, être en couple avec Nicki Minaj. Le couple sort un titre en duo le 26 juin 2015, All Eyes On You, dont le clip montre les deux vivant leur histoire d'amour. Elle confirme leur séparation un an après, le 5 janvier 2017,. À la suite de sa rupture avec Meek, Nicki fréquente le rappeur Nas, dont elle était proche depuis plusieurs années. Ils se séparent en janvier 2018.
En décembre 2018, Nicki Minaj officialise sa relation avec Kenneth Petty, un new-yorkais avec lequel elle a grandi dans le Queens. Le 21 juin 2019, elle annonce lors d'un épisode de sa webradio Queen Radio sur Apple Music que Petty et elle ont obtenu une autorisation de mariage. En octobre 2019, leur mariage est officiellement annoncé. Le 20 juillet 2020, l'artiste annonce sur les réseaux sociaux être enceinte de quelques mois,. Elle accouche le 30 septembre 2020 d'un petit garçon dont elle garde le prénom secret, mais qu'elle surnomme "Papa Bear" .

## Affaires judiciaires
Le 25 mai 2024, Nicki Minaj est arrêtée en live Instagram à Amsterdam aux Pays-Bas après que la police ait trouvé de la marijuana dans ses bagages. Finalement, elle écopera d'un simple rappel à la loi et une amende à payer. Par conséquent, elle annula son concert le soir même à Manchester.

## Discographie

### Albums studio
- 2010 : Pink Friday
- 2012 : Pink Friday: Roman Reloaded
- 2014 : The Pinkprint
- 2018 : Queen
- 2023 : Pink Friday 2

### Réédition d'album
- 2012 : Pink Friday: Roman Reloaded - The Re-Up

### Mixtapes
- 2007 : Playtime Is Over
- 2008 : Sucka Free
- 2009 : Beam Me Up Scotty

### Compilation
- 2022 : Queen Radio: Volume 1

## Certifications
| Chanson                                                            | Album         | Année de certification | Pays                    | Certification | Ventes certifiées |
| ------------------------------------------------------------------ | ------------- | ---------------------- | ----------------------- | ------------- | ----------------- |
| Your Love                                                          |               | 2011                   | États-Unis              | Platine       | 1000000           |
| Right Thru Me                                                      |               | 2011                   | États-Unis              | Or            | 500000            |
| Moment 4 Life                                                      |               | 2011                   | États-Unis              | Platine       | 1000000           |
| Dit It On'Em                                                       |               | 2012                   | États-Unis              | Or            | 500000            |
| Fly                                                                |               | 2012                   | États-Unis              | Platine       | 1000000           |
| Beez in the Trap                                                   |               | 2012                   | États-Unis              | Or            | 500000            |
| Pound The Alarm                                                    |               | 2013                   | États-Unis              | Platine       | 1000000           |
| High School                                                        |               | 2013                   | États-Unis              | 2x Platine    | 2000000           |
| Super Bass                                                         | Pink Friday   | 2011                   | États-Unis              | Diamant       | 12000000          |
| Starships                                                          |               | 2014                   | États-Unis              | 6x Platine    | 9000000           |
| Anaconda                                                           |               | 2014                   | États-Unis              | 4x Platine    | 4000000           |
| Only                                                               |               | 2015                   | États-Unis              | 3x Platine    | 3000000           |
| The Night Is Still Young                                           |               | 2015                   | États-Unis              | Platine       | 1000000           |
| Feeling Myself                                                     |               | 2017                   | États-Unis              | 2x Platine    | 2000000           |
| Chun-Li                                                            | Queen         | 2018                   | États-Unis              | Platine       | 1000000           |
| Barbie Tingz                                                       | Queen         | 2018                   | États-Unis              | Or            | 500000            |
| Bed (feat. Ariana Grande)                                          | Queen         | 2018                   | États-Unis              | Or            | 500000            |
| Barbie Dreams                                                      | Queen         | 2018                   | États-Unis              | Or            | 500000            |
| Do We Have A Problem?                                              |               | 2022                   | États-Unis              | Or            | 500000            |
| Super Freaky Girl                                                  |               | 2023                   | États-Unis              | 3x Platine    | 3000000           |
| David Guetta - Turn Me On (feat. Nicki Minaj)                      |               | 2012                   | États-Unis              | 2x Platine    | 2000000           |
| Yo Gotti - Rake It Up (feat. Nicki Minaj)                          |               | 2017                   | États-Unis              | 3x Platine    | 3000000           |
| BTS - Idol (feat. Nicki Minaj)                                     |               | 2018                   | États-Unis              | Or            | 500000            |
| Megan Thee Stallion, Ty Dolla Sign & Nicki Minaj - Hot Girl Summer |               | 2019                   | États-Unis              | Platine       | 1000000           |
| Karol G - Tusa (feat. Nicki Minaj)                                 |               | 2019                   | États-Unis (RIAA LATIN) | 34x Platine   | 2100000           |
| Nicki Minaj & Ice Spice - Barbie World (feat. Aqua)                |               | 2023                   | États-Unis              | Platine       | 1000000           |
| Nicki Minaj ft Eminem & Labrinth - Majesty                         |               | 2018                   | États Unis              | Or            | 500000            |
| Nicki Minaj - FTCU                                                 | Pink Friday 2 | 2023                   | États Unis              | Platine       | 1000000           |
| Jessie J, Ariana Grande & Nicki Minaj - Bang Bang                  |               | 2014                   | États Unis              | Diamant       | 10000000          |

## Tournées

### En tête d'affiche
- 2012 : Pink Friday Tour
- 2012 : Pink Friday: Reloaded Tour
- 2015 : The Pinkprint Tour
- 2019 : The Nicki Wrld Tour
- 2024 : Pink Friday 2 World Tour

### Avec d'autres
- 2008 : America's Most Wanted Tour (avec Lil Wayne)
- 2011 : I Am Music II Tour (avec Lil Wayne)
- 2011 : Femme Fatale Tour (avec Britney Spears)

## Filmographie

### Télévision
- 2010 : My Time Now : elle-même[158]
- 2011 : E! Special: Nicki Minaj : elle-même[159]
- 2012 : Nicki Minaj: Day in the Life : elle-même[160]
- 2012 : Nicki Minaj: My Truth : elle-même[161]
- 2014 : Steven Universe : Sugilite[162]
- 2015 : My Time Again : elle-même
- 2015 : The BET Life of…Nicki Minaj : elle-même
- 2016 : Nicki : elle-même
- 2016 : The Pinkprint Tour: Nicki Minaj Live in Brooklyn : elle-même[163]

### Cinéma
- 2012 : L'Âge de glace 4 : La Dérive des continents : Steffie (voix originale)
- 2014 : Triple Alliance : Lydia
- 2016 : Barbershop: The Next Cut : Draya
- 2019 : Angry Birds : Copains comme cochons : Pinky (voix originale)

## Distinctions
Durant toute sa carrière, Nicki Minaj a été nommée plus de 434 fois et a remporté plus de 252 prix. En juin 2017, elle devient la rappeuse ayant reçu le plus de prix devant Missy Elliott.
En janvier 2019, elle est célébrée au Musée national de l’histoire et de la culture afro-américaine, comme pionnière du hip-hop.